# 亞太區追討犯罪所得機構網絡
亞太區追討犯罪所得機構網絡（英語：Asset Recovery Interagency Network Asia Pacific，簡稱ARIN-AP）是一個由資產追蹤、凍結和沒收領域的專家和從業人員組成的非正式網路，主要在處理亚太地区犯罪收益的各個方面擔任合作小組，於2013年11月19日至20日於首爾舉行的成立大會上正式啟動。